# La Crique
La Crique település Franciaországban, Seine-Maritime megyében. Lakosainak száma 367 fő (2022. január 1.). La Crique Beaumont-le-Hareng, Bellencombre, Bracquetuit, Grigneuseville, Montreuil-en-Caux, Rosay és Val-de-Scie községekkel határos.

## Népesség
A település népességének változása:
| Lakosok száma | 357  | 355  | 358  | 350  | 343  | 341  | 336  | 352  | 367  |
|               | 2013 | 2015 | 2016 | 2017 | 2018 | 2019 | 2020 | 2021 | 2022 |